# 530 a.C.
Séculos: (Século VII a.C. - Século VI a.C. - Século V a.C.)

## Eventos
- Na Pérsia, sobe ao trono Cambises II.

## Nascimentos
- Parmênides, filósofo (m. 460 a.C., datas aproximadas)
- Pitágoras, filósofo e matemático grego (m. 496 a.C.)

## Mortes
- 4 de Dezembro — Ciro II, rei persa da dinastia aquemênida.